# Société française des sciences de l’information et de la communication
Au carrefour de l’enseignement, de la recherche et des pratiques professionnelles, la Société française des sciences de l’information et de la communication (SFSIC) regroupe de nombreux acteurs qui travaillent dans le champ de l’information et de la communication en France, et quelques-uns à l'étranger.

## Présentation
La SFSIC est créée en 1972 par la volonté de quelques universitaires et chercheurs (parmi lesquels Roland Barthes, Robert Escarpit et Jean Meyriat). Aujourd’hui, la Société compte parmi ses adhérents un nombre croissant de membres venus des milieux professionnels (média, communication sociale, information scientifique et technique) : elle rassemble près de 500 chercheurs des universités et des grandes institutions spécialisées, telles que l’INA ou le CNRS, de France et de l’étranger.

## Statut
La SFSIC est constituée en association à but non lucratif, dirigée par un Conseil d’administration de 20 membres renouvelés par moitié tous les deux ans, parmi lesquels sont élus les président(e), secrétaire général(e) et trésorier(ère), ainsi que les vice-présidents pour chacune des commissions constituées.
La présidence est assurée par Sylvie Alemanno (depuis 2023), Philippe Bonfils (2018-2022), Daniel Raichvarg (2014-2018), Christian Le Moënne (2012-2014), Alain Kiyindou (2008-2012), Gino Gramaccia (2006-2008), Françoise Bernard (2002-2006), Christian Le Moënne (2000-2002), Jacques Perriault (1998-2000), Jean Devèze (1996-1998), Jean Mouchon (1994-1996), Bernard Miège (1990-1994), Anne-Marie Laulan (1986-1990), et Jean Meyriat (1972-1986).

## Les trois missions de la SFSIC

### La mission scientifique
Les congrès. Depuis sa création, la SFSIC organise des congrès tous les deux ans. Chaque fois, 300 membres en moyenne de la communauté scientifique y participent. Depuis 1978, dix-huit congrès se sont tenus : Paris (2018), Metz (2016), Toulon (2014), Rennes (2012), Dijon (2010), Compiègne (2008), Bordeaux (2006), Béziers (2004), Marseille (2002), Paris (2001), Metz (1998), Grenoble (1996), Toulouse (1994), Lille (1992), Aix-en-Provence (1990), Strasbourg (1988), Rennes (1986), Paris (1984), Grenoble (1982), Bordeaux (1980), Compiègne (1978). Les congrès sont organisés selon les normes scientifiques internationales : appel à communication, comité scientifique, sélection en double aveugle, publication du programme scientifique, congrès, édition des actes, etc.
Les groupes d'études. La SFSIC donne également l’impulsion en matière de recherche scientifique, ainsi qu’en témoignent les 7 groupes d’études qui fédèrent trimestriellement la communauté scientifique autour de thèmes majeurs et qui organisent régulièrement des manifestations :
- Les processus et pratiques d'information et de communication organisationnels (Groupe d'études sur les communications organisationnelles "Org & Co").
- L’histoire des sciences de l'information et de la communication (groupe d’études sur les théories et pratiques scientifiques « TPS »),
- Les discours médiatiques (groupe de recherche et d’analyse des médias  « GRAM »),
- La diffusion et la sérendipité (groupe d’études « Réseaux »),
- Le marché de la formation (groupe d’études « Séminaire sur l’industrialisation de la formation »),
- Les dispositifs et le concept de médiation (groupe d’études « Culture et médiation »),
- Les dispositifs, les flux et les acteurs de l’internationalisation de la communication (groupe d’études « Réflexion sur l’international »).

Les journées doctorales. La SFSIC organise tous les deux ans des « Journées doctorales » à l’intention des jeunes chercheurs, doctorants et docteurs ( Mulhouse, 2019; Lyon, 2017; Lille, 2015; Paris, 2013; Bordeaux, 2011 ; Grenoble, 2009 ; Paris, 2005 ; Paris, 2003 ; Paris, 2002 ; Avignon, 2000 ; Rennes, 1997 ; Poitiers, 1995 ; Lyon, 1993).
En plus des événements récurrents (Congrès, Journées doctorales…), la Société soutient enfin la conception et la réalisation de colloques régionaux ou internationaux.

### La mission institutionnelle
La SFSIC exerce une action institutionnelle en assurant à ses membres une représentation dans les instances nationales, européennes et internationales (nombreux contacts avec la DG XII et la DG XIII, par exemple), et en participant à la vie d’instances telles que la Commission nationale française pour l’éducation, la science et la culture (UNESCO), le CNRS (Centre national de recherche scientifique), l’AFNOR (Association française de normalisation), le Forum des droits sur l’Internet, les Maisons des sciences de l’Homme (MSH) de « Paris-Raspail » et « Paris-Nord », l’ASTI (Association française des sciences et technologies de l’information), l’AIÉRI (Association internationale des études et recherches sur l’information), l’ICA (International communication association), l’ECREA (European Communication Research and Education Association), l’AMIC (Asociación mexicana de la comunicación), l’INTERCOM (Association franco-brésilienne de communication), etc.
Pour veiller à la défense des intérêts scientifiques et professionnels de ses membres, et contribuer à développer les Sciences de l’information et de la communication, la SFSIC a constitué quatre “commissions” :
- une « Commission “Communication et valorisation” » (suivi des activités éditoriales)
- une « Commission “Formation” » (enjeux et perspectives des diplômes en information et communication)
- une « Commission “Relations internationales” » (relations avec les partenaires étrangers)
- une « Commission “Recherche et animation scientifique” » (définition de la politique scientifique et de la thématique des Journées doctorales à l’intention des doctorants, de la thématique des Congrès nationaux, etc.)
- une "Commission Relations professionnelle"

### La mission éditoriale
La SFSIC a entrepris dès sa création un programme soutenu de publications : publications des Actes de chaque Congrès (près de 1 000 contributions), d’un Annuaire de la recherche (2002 ; 1998 ; 1994), Annuaire des équipes de recherche (1994, 2004), d’un Annuaire des revues (2002) et d’un périodique La lettre d’InforCom (le numéro 62 a été publié en 2003). La Société a créé son site Internet dès 2000 www.sfsic.org et une liste de diffusion dès 1998 (SFSIC-Infos).
La SFSIC intervient également de manière plus ponctuelle, à l’occasion de coéditions et d’organisation d’événements éditoriaux (collection « Les fondateurs de la SFSIC », partenariat avec Télérama et Corlet pour CinémAction ; partenariat avec les Presses universitaires du Septentrion pour Origines des sciences de l’information et de la communication, 2002, etc.).
La revue semestrielle Les Cahiers de la SFSIC (sous la direction de Brigitte Chapelain) renoue avec une tradition d’échanges d’informations et de débats scientifiques telle que l’avait initiée Jean Meyriat en 1978 en publiant le premier numéro de la lettre d’Inforcom. Cette revue est destinée à la communauté scientifique enseignants-chercheurs, doctorants, étudiants, mais aussi professionnels et également aux collègues d’autres disciplines, elle est téléchargeable gratuitement en ligne.
La RFSIC (direction de la publication : Philippe Bonfils ; direction éditoriale : Gino Gramaccia, C. Le Moënne) est la revue en ligne de la Société française des sciences de l’information et de la communication. Elle traite de l’ensemble des problématiques de cette discipline dans une approche transversale. Elle vise un public de chercheurs et de professionnels en proposant des articles sur des thèmes de fonds et d’autres émergents, elle est intégrée au bouquet du programme et est accessible en ligne.